# Supercopa de Mongolia
La Supercopa de Mongolia es una competición de fútbol organizada por la Federación de Fútbol de Mongolia, se disputa anualmente entre los campeones de la Liga de Fútbol de Mongolia y el ganador de la Copa de Mongolia. El partido se disputa una semana antes de comenzar la temporada de fútbol, y se ha disputado desde 2011.

## Palmarés
- 2011: Erchim 2–1 FC Ulaanbaatar
- 2012: Erchim 7–2 Khasiin Khulguud[1]
- 2013: Erchim 2–1 Khangarid FC[2]
- 2014: Erchim bt Khoromkhon FC[3]
- 2015: Not played, moved from end of season to start of next season
- 2016: Erchim 6–0 FC Ulaanbaatar[4]
- 2017: Erchim 5–1 Khangarid FC[5]
- 2018: Erchim 2–4 Ulaanbaatar City FC[6]